# Padri (miniserie televisiva)
Padri è una miniserie televisiva italiana in due puntate diretta da Riccardo Donna, trasmessa da Rai Uno nel 2002.

## Trama
Tutto inizia da una lettera, ricevuta lo stesso giorno e nella stessa città dai protagonisti: Gigi, uno spiantato agente di spettacolo, single e senza figli, costretto a occuparsi della figlia quindicenne di un'attrice da lui scoperta; Baby, dirigente d'azienda, sposato con Flora, donna forte, un po' autoritaria e con molte pretese, sia verso il marito che verso il figlio ventenne Giacomo, studente di giurisprudenza, tanto che entrambi si mostrano un po' frustrati. Tony, proprietario di una grossa concessionaria d'auto, arricchito, sposato con Marta che trascura, e padre di due ragazzi di 17 e 20 anni Nicola e Laura.
Infine Massimo, proprietario di un bar, ha quattro figli da tre compagne diverse, e tra questi c'è Charlotte, avuta quando era giovanissimo da una donna tedesca, ma la ragazza non vuole parlare col padre. Insieme a Giulio, i quattro facevano parte di un gruppo musicale molto in auge alla fine degli anni settanta, gli Indomabili, ma il passato a volte ritorna. È proprio Giulio, infatti, ad aver spedito quella lettera, convocandoli tutti davanti ad una chiesa.
Ed ecco la prima sorpresa: il parroco di quella chiesa è proprio lui; dopo una vita piena di errori, infatti, ha preso i voti ed ora gestisce una Casa Famiglia che ospita bambini e ragazzi con problemi tra cui Gabry, un sedicenne cresciuto per strada e arrestato diverse volte per furto. L'incontro tra i vecchi musicisti della band, non nasce dall'effetto nostalgia ma da un'esigenza umanitaria. Il sacerdote mostra loro il modellino di un progetto per ingrandire la casa famiglia e creare vari ambienti in modo da insegnare ai giovani ospitati dei mestieri; il progetto non può essere realizzato per mancanza di fondi e inoltre, Giulio ha ricevuto lo sfratto esecutivo, perciò i bambini finirebbero in un orfanotrofio.
Un modo per salvare la situazione ci sarebbe: il prete ex rocker mostra ai quattro un bando di concorso di una trasmissione televisiva, riservato a band vecchie e nuove; il gruppo vincitore avrà un premio di 250.000 euro. L'idea però, si rivela più difficile del previsto, in quanto tranne Massimo che accetta subito con entusiasmo, gli altri sono tutti reticenti. Nel frattempo scopriamo che Baby fu il vero responsabile dello scioglimento del gruppo, perché proprio quando stava per arrivare il successo, mise incinta la moglie e quest'ultima volle che lui abbandonasse la musica; dopo aver rivisto la videocassetta di un concerto degli Indomabili del 1981, Baby telefona a Giulio in piena notte, accettando la proposta.